# Sam Houser

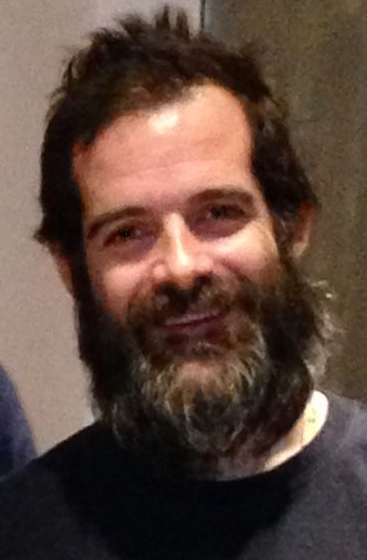
Sam Houser

Sam Houser (Londen, 24 mei 1972) is een Brits computerspelontwikkelaar, die samen met Terry Donovan, zijn broer Dan Houser, Jamie King en Gary J. Foreman in het jaar 1998 de dochteronderneming van Take-Two Interactive, Rockstar Games, oprichtte en daarvan algemeen directeur is.

## Biografie
Sinds maart 1998 is Houser adjunct-directeur van Take-Two Interactive. Houser was een van de bedenkers, schrijvers en uitvoerend producenten van de Grand Theft Auto-spellenreeks; bij het eerste spel nam hij de regie. Sinds het derde spel is hij algemeen directeur van deze spellenreeks.